# 山手殿
山手殿（山之手殿。やまのてどの、天文18年（1549年）? - 慶長18年6月3日（1613年7月20日））は、戦国時代から江戸時代前期にかけての女性。京の御前、寒松院とも。真田昌幸の正室。真田信之・信繁（幸村）兄弟の母。

## 生涯
出生は不詳。永禄7年（1564年）頃に武藤喜兵衛（後の真田昌幸）に嫁ぐ。これは永禄9年（1566年）に誕生する嫡男・信之の前に生まれた女子（村松殿）がいるため、昌幸と山手殿の結婚は遅くてもこの頃と推測されているためである。
昌幸が甲斐武田氏に仕えていた際には人質として新府城にあり、天正10年（1582年）3月に織田信長による甲州征伐で武田氏が滅亡した際には九死に一生を得て新府城から脱出して上田へ帰還した。
慶長5年（1600年）7月、関ヶ原の戦いの直前に大坂にいたため、西軍の人質となった。7月30日付の大谷吉継書状によると、吉継の娘で信繁の妻である竹林院とともに吉継のもとで無事保護されたという（大坂城に抑留されるが、真田家臣・河原綱家の機転により逃れて上田に帰還したとの説もある）。ただし、人質とは形式だけの事で、慶長5年8月6日付で石田三成が昌幸に宛てた書状で「御内儀も大坂へ入り候、何事もなく候、宇多河内父子（宇多頼忠・頼重）も当城（佐和山城）留守居として今日当地へ参り候」とある事からも明らかである。
関ヶ原終結後の同年12月13日、昌幸・信繁親子は16人の家来と信繁の妻女を伴って、九度山に幽閉されることになったが、山手殿は信之に引き取られ、上田に留まった。この後、出家して寒松院と号す。
慶長6年（1601年）頃から大輪寺で生活を始める。
慶長18年（1613年）6月3日に死去。夫の昌幸の死からちょうど2年後のことであった。
法名・寒松院殿宝月妙鑑大姉。墓所は大輪寺（長野県上田市）、大林寺（長野県長野市）。
山手殿と昌幸の間に生まれた確実な子女は、長女の村松殿、嫡男の真田信之（信幸）、次男の真田信繁（幸村）であり、他の子女に関しては不明である。

## 山手殿の出自に関して
山手殿の出自については、以下の説がある。
1. 菊亭晴季の娘 - 山手殿の出自は真田氏関係の編著では公家の清華家菊亭晴季の娘とされている[注釈 2]。しかし当時の真田昌幸の身分は武田信玄の一家臣に過ぎず、上級公家である菊亭家の娘を正室に迎えるとはまず考えられない。なお、菊亭家は主君である武田信玄の正室・三条の方の実家である三条家と同格で、この点からもあり得ない。このため、菊亭家の娘としたのは後世の格付けを意識したものとされている[3]。なお、菊亭晴季の娘だったとしても、晴季の生年から実娘とは考え難い。
2. 宇多頼忠の娘 - これは石田氏の系図である『石田氏系図』から見られ、宇多頼忠の別の娘が石田三成の正室になっているために記載されている事である[3]。また、江戸時代の『尾張藩石河系図』にも、寒松院が宇多頼忠の娘と明記されている。先述の関ヶ原合戦時の昌幸宛三成書状にも、山手殿の後に宇多頼忠・頼重の動向に触れ、両者の縁戚関係をうかがわせる。宇多氏説を主張する白川亨は、遠山氏なら真田氏自身が公式系図でそう書くのに何の不都合もなかったはずで、客観的理由であり得ない菊亭氏説としているのは、徳川幕府体制下で悪人とされた三成と縁戚であることを隠したかったからであり、宇多氏説が最も妥当であると主張している（『石田三成とその一族』）。柴辻俊六は石田氏と真田氏が深い関係にあった事は事実であるが、永禄年間に昌幸・頼忠・石田氏等を結びつける背景が無いため、確実な説とは言えない[7]とし、丸島和洋は昌幸の娘・趙州院が宇多頼次[注釈 3]に嫁いでいることから出た誤伝であるとしている[1]。
3. 遠山右馬助の娘 - 武田信玄の家臣・遠山右馬助の娘とする説である。この人物は騎馬10騎、足軽30人持の足軽大将であると『沼田記』には紹介されているが、実名も系譜も不明である。武田氏滅亡後は徳川氏に仕えたとされるが、『寛政重修諸家譜』には記載が無い。『甲陽軍鑑』には遠山の名は数か所確認されており、昌幸とも知己があった可能性は高く、昌幸の正室の出自としては最も説明が付く人物であると柴辻俊六は主張している[7]。
4. 武田信玄の養女 - 高野山蓮華定院（高野山に流された真田昌幸・信繁親子が仮寓していた寺院）に残る過去帳には山手殿は「武田信玄公養女」と記されている。
5. 正親町実彦の姪 - これは『滋野世記』の一説に見られ、正親町実彦の姪で菊亭家の養女としている。正親町家は、清華家である菊亭家、三条家より家格の低い羽林家で、両家と同じ閑院流である。実彦（季秀）の養父・正親町公叙は天文5年（1536年）に甲斐に下向している（『御湯殿上日記』天文5年9月23日）[注釈 4]。河原綱徳が編纂した『真田家御事跡稿』では、「小県郡御図帳」に「京之御前様御料所」とあること、真田信之の遺言記に「正親町西三条殿」の名があることから、正親町家の娘で武田信玄の養女としている。これから派生して正親町三条家、三条西家の娘という説もある。当時の正親町三条公兄、三条西実枝は、ともに駿河での長期滞在があり、甲斐への下向の記録もある[8]。
6. 公家ゆかりの女性 - 天正6年～7年（1578年～1579年）頃に成立した真田氏の検地帳の写本（『真田氏給人知行地検地帳』『小県郡御図帳』）において山手殿を指したとみられる「京之御前様」との記載があり、公家出身との説は脚色があるにせよ、三条の方のゆかりの侍女など京から来た女性ではないかとの考え方である[1]。

いずれにしても信頼に足る同時代の歴史史料がないため、研究者によって様々な意見がある。

## 登場する作品
- 『真田太平記』（NHK新大型時代劇、1985年、演 : 小山明子）
- 『真田丸』（2016年、NHK大河ドラマ、演：高畑淳子）
  - 菊亭晴季の娘を自称しているが、実際は侍女であるという設定。
- 『戦国大戦』（アーケードゲーム、2014年、演 : 三澤紗千香、早見沙織）